# 阿克貝茲
36°51′N 36°31′E / 36.850°N 36.517°E
阿克貝茲是土耳其的城鎮，位於該國南部，距離哈薩7公里，由哈塔伊省負責管轄，毗鄰與敘利亞接壤的邊境，海拔高度614米，主要農產品有葡萄、黃豆和橄欖，2011年人口8,957。